# جیغ (فیلم ۲۰۲۲)
جیغ (به انگلیسی: Scream) (همچنین به عنوان جیغ ۵ نیز شناخته می‌شود) یک فیلم سینمایی آمریکایی در ژانر اسلشر به کارگردانی مت بتینلی-اولپین و تایلر جیلت است. همچنین کوین ویلیامسون نیز به عنوان تهیه‌کننده اجرایی در این قسمت فعالیت می‌کند.
این فیلم به عنوان پنجمین قسمت از مجموعه فیلم‌های جیغ، که دنباله‌ای مستقیم از فیلم جیغ ۴ سال ۲۰۱۱ است و اولین سری است که به کارگردانی وس کریون که در سال ۲۰۱۵ درگذشت، کارگردانی نمی‌شود.
جیغ در ۱۴ ژانویه ۲۰۲۲ توسط پارامونت پیکچرز در طول همه‌گیری کووید-۱۹ در ایالات متحده اکران شد و ۱۴۰ میلیون دلار در سراسر جهان فروخته‌است. منتقدان فیلم را به دلیل ارج نهادن به میراث کریون و ارائه توضیحات متا فکری دربارهٔ فیلم‌های ترسناک مورد تحسین قرار دادند و برخی آن را بهترین دنباله‌های جیغ می‌دانند. ساخت دنبالهٔ این فیلم در فوریه ۲۰۲۲ برای انتشار در ۳۱ مارس ۲۰۲۳ تأیید شد.

## خلاصه داستان
سم کارپنتر پس از اینکه خواهرش مورد حمله «گوست‌فیس» قرار می‌گیرد به وودزبورو بازمی‌گردد. او برای کمک به دستگیری قاتل به دیوی رایلی نزدیک می‌شود که به سیدنی و گیل هشدار می‌دهد.

## مشروح داستان
۲۵ سال پس از قتل‌های زنجیره‌ای بیلی لومیس و استو ماچر در وودزبورو، دانش‌آموز دبیرستانی، تارا کارپنتر، زمانی که تنها در خانه است، هدف حملهٔ شبح‌چهره قرار می‌گیرد و به شدت زخمی و راهی بیمارستان می‌شود.
در مودستو، کالیفرنیا، خواهر بزرگ‌تر تارا، سم کارپنتر، که مدتی از او جدا بوده، از این حمله باخبر می‌شود. او به همراه دوست‌پسرش، ریچی کیرش، به وودزبورو بازمی‌گردد تا به ملاقات تارا در بیمارستان برود. در آنجا، سم دوباره با گروه دوستان تارا، شامل وس هیکس، لیو مک‌کنزی، امبر فریمن و دوقلوها چد و مینڈی میکس-مارتین دیدار می‌کند. همان شب، وینس اشنایدر ــ برادرزادهٔ استو و دوست‌پسر سابق لیو ــ به دست شبح‌چهره کشته می‌شود. پس از حمله‌ای دیگر به بیمارستان، سم برای تارا فاش می‌کند که دچار توهماتی از بیلی لومیس می‌شود، مردی که زمانی با مادرشان رابطه داشته و بعدتر مشخص شد که پدر اصلی سم بوده است. کشف این واقعیت باعث طلاق والدینشان شد و دلیل اصلی دوری سم از تارا به شمار می‌رود.
سم و ریچی از دیویی رایلی کمک می‌خواهند؛ کسی که حالا از گیل ودرز طلاق گرفته است. دیویی با گیل و سیدنی پرسکات تماس می‌گیرد تا آن‌ها را از بازگشت چهرهٔ نقاب‌دار آگاه کند. او همراه سم و ریچی به خانهٔ دوقلوهای میکس می‌رود و در آنجا دیداری کوتاه با مادر آن‌ها، مارتا میکس، خواهر رندی میکس، دارد. مینتی نتیجه‌گیری می‌کند که قاتل در حال ساختن یک «بازشروع» است، و تارا و دوستانش را به عنوان نسل جدید هدف قرار داده، و از پیوند سم با بیلی برای کشاندن بازماندگان قدیمی استفاده می‌کند. چهرهٔ نقاب‌دار وس و مادرش، کلانتر جودی هیکس را در خانه‌شان به قتل می‌رساند. دیویی با گیل، که برای پوشش خبری به شهر برگشته، دیدار می‌کند. در بیمارستان، تارا و ریچی بار دیگر مورد حمله قرار می‌گیرند، اما این بار دیویی و سم آن‌ها را نجات می‌دهند. خواهران کارپنتر و ریچی می‌گریزند، اما دیویی زمانی که می‌کوشد قاتل را از پای درآورد، کشته می‌شود.
سیدنی پس از آگاهی از مرگ دیویی به شهر می‌آید و با گیل و سم در بیمارستان دیدار می‌کند. او از سم می‌خواهد که در متوقف کردن قاتل کمک کند، اما سم نمی‌پذیرد و تصمیم می‌گیرد به همراه ریچی و تارا از شهر برود. سیدنی و گیل، این سه نفر را تا خانهٔ امبر تعقیب می‌کنند؛ خانه‌ای که مشخص می‌شود همان خانهٔ استو است، محل کشتارهای اصلی وودزبورو. در مهمانی‌ای به افتخار وس، دوقلوهای میکس مورد حمله قرار می‌گیرند. زمانی که گروه دوستان جمع می‌شوند، امبر با اسلحهٔ دیویی، لیو را از ناحیهٔ سر می‌زند و فاش می‌کند که قاتل است. سیدنی و گیل از راه می‌رسند و مشخص می‌شود که ریچی همدست امبر است. او سم را چاقو می‌زند و همراه با امبر، خواهران کارپنتر، سیدنی و گیل را به آشپزخانه‌ای می‌برند که سیدنی نخستین بار با بیلی و استو روبه‌رو شده بود.
ریچی و امبر توضیح می‌دهند که از طرفداران مجموعه فیلم‌های چاقو هستند و از طریق اینترنت با یکدیگر آشنا شده‌اند. آن‌ها که از جهت‌گیری فیلم هشتم چاقو ناامید شده‌اند، تصمیم گرفتند با راه‌اندازی یک قتل‌عام واقعی، الهام‌بخش قسمت تازه‌ای از فیلم‌ها شوند و قصد داشتند سم را به عنوان قاتل جلوه دهند. سم به ریچی حمله می‌کند و تارا نیز به امبر حمله‌ور می‌شود، اما از پا درمی‌آید. سیدنی و گیل با امبر درگیر می‌شوند و در نهایت گیل با شلیک گلوله به او، باعث افتادنش روی اجاق گاز روشن می‌شود و او در آتش می‌سوزد. ریچی به دنبال سم می‌رود، اما سم با دیدن توهمی از بیلی، چاقویی رهاشده را پیدا می‌کند. او با پذیرش میراث پدری خود، چندین بار ریچی را چاقو می‌زند، گلویش را می‌برد و سپس برای اطمینان از مرگش به او شلیک می‌کند. امبر که به‌شدت سوخته، بار دیگر قصد حمله دارد، اما این بار توسط تارا به ضرب گلوله کشته می‌شود.
تارا و دوقلوهای میکس به بیمارستان منتقل می‌شوند. سم از سیدنی و گیل برای کمک‌شان سپاس‌گزاری می‌کند. گیل تصمیم می‌گیرد دربارهٔ این قتل‌ها کتابی ننویسد تا به قاتلان شهرت نبخشد و در عوض، کتابی در ستایش دیویی بنویسد. سم در آمبولانس کنار تارا می‌نشیند و رویدادهای شبانه از طریق رسانه‌ها گزارش می‌شود.

## بازیگران
- نو کمبل در نقش سیدنی پرسکات، هدف اصلی قاتل «گوست‌فیس» (Ghostface؛ شبح‌چهره) که اکنون متأهل و مادر سه فرزند است
- کورتنی کاکس در نقش گیل وترز، یک میزبان برنامه صبح طلاق‌گرفته، یک بازمانده میراث، و نویسنده غیرفعال
- دیوید آرکت در نقش دیوی رایلی، یک بازمانده میراث و کلانتر سابق شهر
- ملیسا باررا در نقش سم کارپنتر، دختر نامشروع بیلی لومیس
- جک کواید در نقش ریچی کرش، دوست پسر سم
- مایکی مدیسون در نقش امبر فریمن، بهترین دوست تارا
- جنا اورتگا در نقش تارا کارپنتر، خواهر ناتنی نوجوان سم و بهترین دوست امبر
- دیلن مینت در نقش وس هیکس، پسر نوجوان جودی
- یاسمین ساوی براون در نقش میندی میکس-مارتین، خواهرزاده نوجوان رندی میکس و دوقلوی چاد
- میسون گودینگ در نقش چاد میکس-مارتین، برادرزاده نوجوان رندی و دوقلوی میندی
- سونیا عمار در نقش لیو مک کنزی، دوست دختر چاد
- مارلی شلتن در نقش جودی هیکس، کلانتر وودزبورو
- اسکیت اولریش در نقش بیلی لومیس، قاتل اصلی «گوست‌فیس» و پدر سم که به او در قالب یک توهم ظاهر می‌شود
- کایل گالنر در نقش وینس شنایدر، برادرزاده استو ماخر
- چستر تم در نقش وینسون، یک افسر پلیس وودزبورو
- رجی کانکوئست در نقش فرنی، یک افسر پلیس وودزبورو
- هتر ماتارازو در نقش مارتا میکس، خواهر رندی و مادر چاد و میندی
- راجر ال. جکسون در نقش صدای «گوست‌فیس»

## تولید

### فیلمبرداری
در ابتدا قرار بود فیلم‌برداری اصلی در ویلمینگتن، کارولینای شمالی در ماه مه سال ۲۰۲۰ آغاز شود، اما به دلیل دنیاگیری کووید-۱۹ به تأخیر افتاد. در عوض فیلمبرداری در ۲۲ سپتامبر سال ۲۰۲۰ آغاز شد. فیلمبرداری در چندین خیابان ویلمینگتون انجام شد، از جمله مدرسه راهنمایی ویلیستون و کاردینال لاین کشتی سازی و خیابان ۱۰ (بین خیابانهای آن و قلعه). فیلمبرداری در ۱۷ نوامبر ۲۰۲۰ به پایان رسید.

## انتشار
این فیلم در تاریخ ۱۴ ژانویه ۲۰۲۲ توسط کمپانی پارامونت پیکچرز اکران شد.

## بازخورد
در وبگاه جمع‌آوری نقد راتن تومیتوز، ٪۷۶ از ۲۸۲ بررسی منتقدان مثبت است، و میانگینِ امتیاز آن ۶٫۶/۱۰ است. اجماع این وبگاه چنین می‌نویسد: «پنجمین فیلم جیغ تلاشی را بیشتر از همیشه برای حفظ مرز فراداستانیِ این فرنچایز نشان می‌دهد - و اغلب به نحو شگفت‌انگیزی موفق به انجام این کار می‌شود.» متاکریتیک که از میانگین وزنی استفاده می‌کند برپایهٔ ۴۹ نقد، امتیاز ۶۰ از ۱۰۰ را به این فیلم اختصاص داده که نشان‌دهندهٔ «نقدهای مختلف تا متوسط» است.